# Imkerei im Alten Ägypten
| M23 · t | L2 · t |

| M23 · t | L2 · t |

## Geschichte

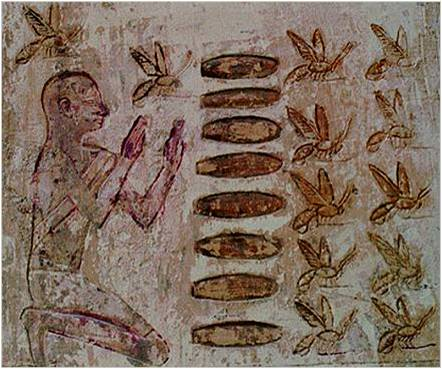
Darstellung der Honigernte aus Röhrenstöcken, Sonnenheiligtum des Niuserre in Abusir (ca. 2400 v. Chr.)

Honig und Honigwachs werden von der Honigbiene produziert. In Ägypten handelt es sich um die Apis mellifera. Diese Art passt sich regional an. Die ägyptische Variante ist die Apis mellifera lamarckii. Sie baut kleinere Kolonien als ihre Verwandte in Europa. Bienen bevorzugen ein warmes Klima und Wasser. Aus diesem Grund ist vor allem das Delta gut für die Bienenhaltung geeignet, wo vor allem auch das Wasser reichlich vorhanden ist.
Schon kurz nach der Reichsgründung gibt es Anzeichen für die Imkerei. Bei diesem frühen, potentiellen Beleg handelt es sich um eine Topfaufschrift aus der 1. Dynastie mit dem Vermerk Honig. Es handelt sich um eine Topfaufschrift, bei der eine Biene abgebildet ist. Die Lesung Honig ist nicht sicher. Der erste sichere Beleg für Bienenzucht stammt aber erst aus der 5. Dynastie. Es handelt sich um die Darstellung im Sonnentempel des Niuserre. Weitere Darstellungen stammen aus späterer Zeit. Es handelt sich um eine Malerei aus dem Grab des Rechmire (TT100), eine aus Grab TT73 und eine letzte aus dem Grab des Pabasa (TT279).
Wegen der sehr hoch entwickelten Imkerei in Ägypten und der zahlreichen archäologischen Belege aus dieser Zeit dachten die Wissenschaftler lange, dass die frühesten Wurzeln der Hausbienenhaltung in Ägypten lägen. Erst bei neueren Ausgrabungen in den 1950er und 1960er Jahren zeigte sich, dass diese Vorstellung korrigiert werden musste, da Funde besonders auf dem Gebiet der heutigen Türkei belegen, dass die Hausbienenhaltung schon wesentlich älter ist und dass sie ihre Ursprünge in den frühneolithischen Dorfkulturen Zentralasiens hat.
Die Grundkenntnisse über Haltung von Haustieren, eingeschlossen die Honigbiene, breiteten sich vermutlich schon im Verlauf der neolithischen Revolution im 6. und 5. Jahrtausend v. Chr. aus. Erst im 4. Jahrtausend kam es jedoch zu einer allgemeinen Verbreitung der Bienenzucht im Nildelta und gleichzeitig zur Erhebung der Biene zum Wappentier, was ihre hohe Bedeutung zu dieser Zeit unterstreicht. Aber auch in Oberägypten muss es schon vor der Reichsgründung erste Erfahrungen mit der Bienenhaltung gegeben haben. Man weiß, dass nomadische Hirtenvölker aus diesen Kulturgruppen eine grüne Augenschminke aus Malachit und Kupferspat herstellten, bei der Honig, Fett und Öl als Bindemittel verwendet wurden. Diese Farbpaste trug man nicht nur zu kosmetischen Zwecken auf, sondern sie diente gleichzeitig als Prophylaxe gegen ein Trachom.
Dass die Entwicklung der Bienenhaltung in Unterägypten wesentlich weiter getrieben wurde, liegt vor allem in den geographischen Gegebenheiten begründet, da das große und intensiv bewirtschaftete Nildelta viele Futterquellen für die Kulturlandflächen in Oberägypten nur schmal waren. Mit dem Zusammenschluss der beiden Kulturen kam es jedoch auch schnell zu einem Austausch der Kenntnisse zur Bienenhaltung. Aus der Zeit des Alten Reiches, das um 2635 v. Chr. begann und zu einer Blütezeit in der ägyptischen Kunst führte, liegen viele bildliche Zeugnisse zur ägyptischen Imkerei vor und zeigen ihren hohen Entwicklungsstandard. Die Bienen wurden in aufeinandergestapelten Tonröhren gehalten, die mit Nilschlamm verschlossen und anschließend mit dem Finger mit einem kleinen Flugloch versehen wurden.
Aus diesen Röhren entnahm man den Honig nach Ausräuchern des Volkes, ohne die Bienen dabei zu töten. Schließlich wurde der Honig zur Vorratshaltung in speziellen Gefäßen versiegelt. Ein Flachrelief aus dem Sonnenheiligtum des Pharaos Niuserre zeigt eine sehr ausführliche Imkerszene, bei der man die verschiedenen Arbeitsschritte von der Entnahme des Honigs aus den Tonröhren über die Reinigung der Vorratsgefäße bis zur abschließenden Versiegelung von Kugeltöpfen sehen kann.

### Mythologie
In einem Papyrus aus dem 12. Jahrhundert v. Chr. wird die Entstehung der Bienen erzählt: Die Tränen des Sonnengottes Re fallen auf die Erde und werden zu Bienen, die sich Häuser bauen und in die Blüten fliegen. So soll Wachs und Honig entstehen.
"(...)und so weinte Re aufs Neue; Wasser fiel herab aus seinem Auge auf die Erde und es (= das Wasser) wurde zur Biene. Als die Biene erschaffen war, entstand ihr Auftrag an den Blumen/Blüten eines jeden Baumes. Das war das Entstehen des Wachses und das war das Entstehen des Honigs aus seinem Wasser (= Tränen des Re)". (pLeiden I 384, VII, 9–11)
Ebenso sind Parallelen zwischen Neith und der Bienenkönigin offenkundig. Beide können als Demiurg verstanden werden: Neith, die von Kurt Sethe als mannweiblich bezeichnet wird, weil sie dem Mythos nach „zuerst geboren habe, als noch nichts anderes da war“. Der Biene sagte man vom Altertum bis ins Mittelalter hinein eine „jungfräuliche Geburt“ nach, weil nicht bekannt war, dass die Königin während des Hochzeitsfluges außerhalb ihres Stockes von Drohnen begattet wird. Ebenfalls besitzen Bienen als auch Neith einen Stachel, die Göttin in Form eines Pfeils oder Speers. Mit ihm demonstrieren sie ihre Stärke gleichermaßen wie ihre Milde, wenn sie ihn nicht benutzen. Sowohl Neith als auch die Biene nehmen im Verständnis der Ägypter eine Schutzfunktion ein.
Neith trat in verschiedenen Situationen als Schutzgottheit auf. Sie bewahrte den Verstorbenen vor Feinden und garantierte seine Wiedergeburt. In diesem Zusammenhang wurde sie auch als Kanopenschutzgottheit für den Magen eingesetzt. Darüber hinaus verteidigte sie die nächtliche Sonnenbarke und erschien bei der Geburt, um das Neugeborene zu behüten. Gerade hier besteht eine enge Verbindung zur Verwendung des Honigs. Ihm wiesen die Ägypter eine Dämonen und Krankheiten abwehrende Kraft zu. Deshalb kam der Honig auch in Zaubersprüchen zum Schutz von Neugeborenen und Kindern zum Einsatz. Neith und der Honig als Produkt der Biene beinhalten somit den gleichen Aspekt. Indirekt verbindet auch Re die Biene mit Neith. Neith gilt einerseits als Mutter des Re, andererseits tritt sie als „Auge des Re“ als seine Tochter auf.

### Berufsstand des Imkers
Die Bezeichnung für den Imker lautet seit dem Alten Reich bj.tj, wörtlich: „der zur Biene Gehörige“. Daraus ergibt sich im übertragenen Sinne die Bedeutung „der, der sich um die Biene kümmert“.
Mit Beginn des Neuen Reiches um 1550 v. Chr. intensivierten sich die Tempelkulte und damit die verbundenen Totenopfer, dass die Honigproduktion entsprechend der Nachfrage gesteigert werden musste. Es wurde logistisch notwendig, Bienenvölker in der Nähe der Heiligtümer zu halten, um die lückenlose Versorgung der Heiligtümer mit Honig zu gewährleisten, die diese als Opferbeilage benötigten. Ein Großteil der Imker im Alten Ägypten arbeiteten bei sakralen Einrichtungen wie Tempeln oder Schatzhäusern. Als Angehörige des Tempels waren sie rechtlich vor fremden Zugriffen geschützt, wurden aber in unruhigen Zeiten unrechtmäßig abgezogen. Sie waren in einer Art Zunft oder Gruppe organisiert, die hierarchische Strukturen aufwies. So besaß ein Oberimker die Befehlsgewalt über die ihm unterstellte Gruppe. Zudem waren sie in eine größere Hierarchie der Logistikkette eingegliedert die für die Herstellung und Verteilung von Fetten verantwortlich war.
Ferner arbeiteten sie für die Totentempel in Theben, Abydos, Amarna, Heliopolis und Memphis. Von dem Imkern wurde eine Tagesleistung von ca. 70 Gramm Honig gefordert.

## Beuten
Die Bienenstöcke der traditionellen Imkerei werden bis heute aus zylinderförmigen Röhren zusammengesetzt.
Für die Herstellung der Beuten wurden geflochtene Matten mit einem Gemisch aus Nilschlamm, Häcksel und Kuhdung vermengt. Anschließend wurde dieses Gebinde um ein Bündel aus Bambusstöcken oder Palmblattrispen gerollt und dann in der Sonne getrocknet. Das verwendete Material aus diesen Naturmaterialien besitzt eine schlechte Temperaturleitfähigkeit, d. h. die Temperatur im Stock bleibt gleich und ist kaum äußeren Temperaturschwankungen ausgesetzt. Durch das Entfernen der Bündel erhält man die fertige Röhre. Der Stock entsteht, indem Reihen dieser Röhren aufeinander gelegt werden. Praxisgemäß wurden in der ägyptischen Imkerei maximal elf bis zwölf Reihen übereinander gelegt.
Zwischen diese getrockneten Röhren wurde Stroh gestopft und die Zwischenräume mit Schlamm verputzt. Der Bienenstand ist daher auf seinen Standort fixiert und kann nicht ohne weiteres verschoben werden. Die Fluglöcher wurden nach Süden oder Südosten ausgerichtet, um die Wärme der aufgehenden Sonne optimal zu nutzen. Die Beuten besitzen eine Länge von ca. 1,5 m und einen gleichmäßigen Durchmesser von ca. 30 cm. Die Größe des Einfluglochs in den Verschlussscheiben beträgt 1–2 cm.
Ton war in der Antike, besonders im Mittelmeerraum, das gängigste Material für Bienenstöcke, obwohl bekannt war, dass er aufgrund seiner guten Wärmeleitung weniger geeignet ist. Dieser Werkstoff erwärmt sich sehr schnell bei Hitze und kühlt bei Kälte stark ab, was beim ägyptischen Klima extreme Temperaturschwankungen im Inneren zur Folge hätte. Diese Unterschiede müssen von den Arbeiterinnen durch Muskelkontraktion wieder ausgeglichen werden, woraus sich ein erhöhter Energie- bzw. Honigbedarf ergibt.

## Honigernte
In warmen Ländern wie Ägypten kann fast das gesamte Jahr über (ca. 8 bis 10 Monate) Honigernte betrieben werden. Der Zeitpunkt der Honigernte in Ägypten liegt im April/Mai für die Kleernte und im September bis November für die Haupternte.
Seit rund 5000 Jahren werden in Ägypten die Bienen von den Menschen mit Hilfe von Rauchwerk besänftigt, damit diese leichter an den Honig kommen. Der Rauch suggeriert den Bienenvolk einen Brand und veranlasst diese, den gesammelten Honig in ihren Honigmagen vor dem Feuer in Sicherheit zu bringen. Dadurch kann der Imker ungestört am Volk arbeiten. Auf altägyptischen Darstellungen sind bis auf Gefäße mit Räucherwerk nicht weitere Hilfsmittel oder Werkzeuge abgebildet. Wahrscheinlich diente als Grundsubstanz bei der Räucherung Dung. Zudem sind Räucherungen mit getrockneten Exkrementen für Ägypten belegt. Dieses Material war im gesamten Land leicht zu bekommen. Heute werden „Sahas“, Kuhdungkuchen (25 × 7 cm), verwendet.
Die Bienenstöcke werden regional unterschiedlich oft geöffnet. In Oberägypten geschieht dies nur einmal im September zur Honigernte. In Unterägypten werden die Bienenvölker nach der Überwinterung bzw. vor der Einwinterung als auch zur Zeit der Honigernte im September/Oktober überprüft. Man kann davon ausgehen, dass die Honigernte, bedingt durch die Abfolge der Vegetation, immer im gleichen Zeitraum stattfand. Während der Monate August/September war das Fruchtland vom Nil überflutet, und die abgeerntete Vegetation musste sich erst wieder erneuern. Da es dann weniger Trachtquellen für die Bienen gab, diese vorgesorgt hatten und die Beuten gefüllt waren, bot es sich an, den Honig zu ernten.
Die Bienen legen im vorderen Bereich ihres Stockes die Waben für den Nachwuchs an, während im hinteren Teil der Honig eingelagert wird. Dies hat den Vorteil, dass der Imker den hinteren Teil ungestört öffnen kann und den rückwärtigen Honigraum ohne Beunruhigung der Bienen, überprüfen oder bearbeiten kann. In der westlichen Imkerei wird dieses Konzept mit der Horizontalbeute nachempfunden. Mit dem Khorab/Muftah (runde Eisenstange, mit diesem Gerät öffnet man den Bienenstock) werden die Röhren auf der Rückseite des Stockes geöffnet. Ein brennender Kuhdung-Kuchen wird in die geöffnete Röhre gestellt, um die Bienen aus dem hinteren Bereich zu vertreiben.
Haben die Bienen den rückwärtigen Teil verlassen, nimmt der Imker das Räucherwerk weg und entfernt die nun freiliegenden, mit Honig gefüllten Waben von der Röhrendecke. Die Waben werden in ein Gefäß gegeben und in feine Stücke zerkleinert. Befindet sich Brut zwischen den Honigzellen, wird diese herausgeschnitten und zurück in die Röhre gestellt. Der Honig wird in einen trichterförmigen Container geschüttet und in Vorratsgefäße abgefüllt.
Die Honigernte wurde mit bloßen Händen vollzogen, dazu wurden die Honigwaben aus den Beuten gebrochen. Messer oder ähnliche Werkzeuge sind bei den überlieferten bildlichen Imkerszenen nicht zu sehen. Anschließend wurden die Waben vermutlich in einen Sack gegeben, der hierbei als Wachsfilter fungierte. Die Waben wurden ausgetreten/ausgequetscht, so dass sich der Honig vom Wachs trennte und abgegossen werden konnte, dieses Verfahren wird als Presshonig bezeichnet und war vor der Erfindung der Honigschleuder, bei der die Honigwaben entdeckelt werden und der Honig per Zentrifugalkraft aus den Waben geschleudert wurde, üblich. Noch heute ernten indigenen Völkern in Südamerika und Afrika den Honig mit Hilfe von Honigpressen.
Nach wissenschaftlichen Untersuchungen wurde pro Volk durchschnittlich 2 Pfund Honig und 70 Gramm Wachs geerntet. Die jährliche Gesamtproduktion im Alten Ägypten soll bei 300 Tonnen gelegen haben. Da der Inlandsbedarf aber wesentlich höher war, wurde Honig aus Israel und Syrien importiert.
Im Deltagebiet und entlang des Nils von Norden bis nach Asyut lässt sich eine imkerliche Honiggewinnung nachweisen. Südlich von Theben ist nur Armant als Produktionsstätte belegt. Der Honig wurde von verschiedenen Beamten zu den Schatzhäusern geliefert. In Dendera wurde Honig als Steuer mit Schiffen eingezogen. Speziell dieser Honig aus Dendera wurde von Frauen geerntet. So war die Imkerei im Alten Ägypten kein reiner maskuliner Beruf. Da es sich bei diesen Aufzeichnungen nur Bruchstücke der gesamten ägyptischen Bienenwirtschaft handelt, existierte mehr Imkerei, die privatwirtschaftlich geführt wurde. Ein Teil dieser Privaterträge aus der privaten Imkerei wurden als Steuer an den Staat abgegeben. Diese Steuern wurden sowohl in den Warenschatzhäusern der Tempel, in den Schatzhäusern des Königs, und in der „Scheune der Maat“ aufbewahrt.
Während die Göttertempel ihren Honigbedarf durch Abgaben/Steuern sowie durch großzügige Spenden erhielten, sorgten sie ihrerseits für die Versorgung der Totentempel mit Honig. Im königlichen Bereich wurde wohl zwischen dem Hofstaat des Königs und der Königin unterschieden, denn der Palast der Königin wurde eigens damit ausgestattet. Aus dem Schatzhaus des Königs wurde aber auch Honig an die Tempel abgegeben, um im Königs- und Totenkult oder im Tierkult (Balsamierungshalle) eingesetzt zu werden.
Honig gehörte zu den raren Luxusgütern, welche u. a. als Besoldung mit Naturalien für Beamte unter Ramses II. eingeführt wurden. Für 1,5 kg Honig musste man soviel bezahlen wie für 10 Brote.

## Verwendung von Honig
In alltäglichen Ritus-Gebrauch der Tempel wurde Honig sowohl zu religiösen Festen als auch als Honigopfer für die Götter eingesetzt. Diese Honigopfer konnten sowohl vom Pharao als auch von Privatpersonen den Göttern dargereicht werden. Eine Mengenangabe, wie viel Honig zu den Feiern benötigt wurde, wurde in den Listen der Festkalender festgehalten, die sogenannten Opferlisten/Opferstiftungen. Diese waren eine Art Inventarlisten, die Auskunft darüber gaben, welche Art von Ressourcen und in welchen Mengen den Göttern geopfert werden mussten. Honig war ein teures Luxusgut und wurde deshalb nicht in allen Opferstiftungen aufgenommen. Honig war demnach so wertvoll, dass dieses einzig und alleine nur wenigen Göttern vorbehalten blieb und nur bei besonderen Festen verwendet wurde.
Bei dem Ritus der Mumifizierung spielte der Honig eine entscheidende Rolle. Die Legende von der Entstehung des Honigs aus dem Auge des Re lässt sich zum ersten Mal im täglichen Tempelritual aus der 22. Dynastie nachweisen. Während im Tempelkult die Götterstatuen mit einem Gemisch aus Öl mit Honig gesalbt wurden, verwendete man im Balsamierungsritual Öl und Honig für den Rücken des Verstorbenen. Der Einsatz von Honig bei der Balsamierung liegt wahrscheinlich in seinen konservierenden Eigenschaften und in den ihm zugesprochenen magischen Kräften begründet, mit denen Dämonen vertrieben werden konnten. Der Honig besaß demnach die besten Voraussetzungen, um den Leichnam vor Verwesung zu schützen, wie er auch zur Heilung verletzter oder kranker Körperstellen bei Lebenden eingesetzt wurde.
Honig wurde nicht zuletzt als Süßungsmittel in verschiedenen Backwaren und Wein verwendet. Diese Backwaren wurden auch im Tempel- und im Totenkult geopfert. Den ältesten Beleg für die Verwendung von Honig bei der Herstellung von Totengebäck liefert der Festkalender aus dem Sonnentempel des Niuserre in Abu Ghurab. Dort wird Honig unter den Zutaten für dieses Gebäck aufgeführt.
Honig wurde auch als Heilmittel eingesetzt, im Papyrus Ebers sind 1.600 Rezepte überliefert, von denen 500 Honig enthalten. Besonders wurde Honig als Antiseptikum in Einläufen, Salben und Wundverbänden verwendet.
Der Papyrus Edwin Smith beschreibt Verletzungen vom Kopf bis etwa zur Körpermitte und deren Folgen sowie entsprechende Gegenmaßnahmen. So lautet die Anweisung bei einem Schädelbasisbruch, der das Gehirn nicht freilegte, er könne mit einem Verband zur Ruhigstellung und Blutstillung durchaus behandelt werden. Als medizinisch wirksame Substanz wird häufig Honig genannt, dessen bakterizide Wirkung gute Dienste geleistet haben dürfte. Hingegen galt ein Schädeltrauma mit freiliegendem Gehirn („wenn du das Gehirn pulsieren siehst“) als nicht mehr therapierbar.